# قائمة فنادق سوريا

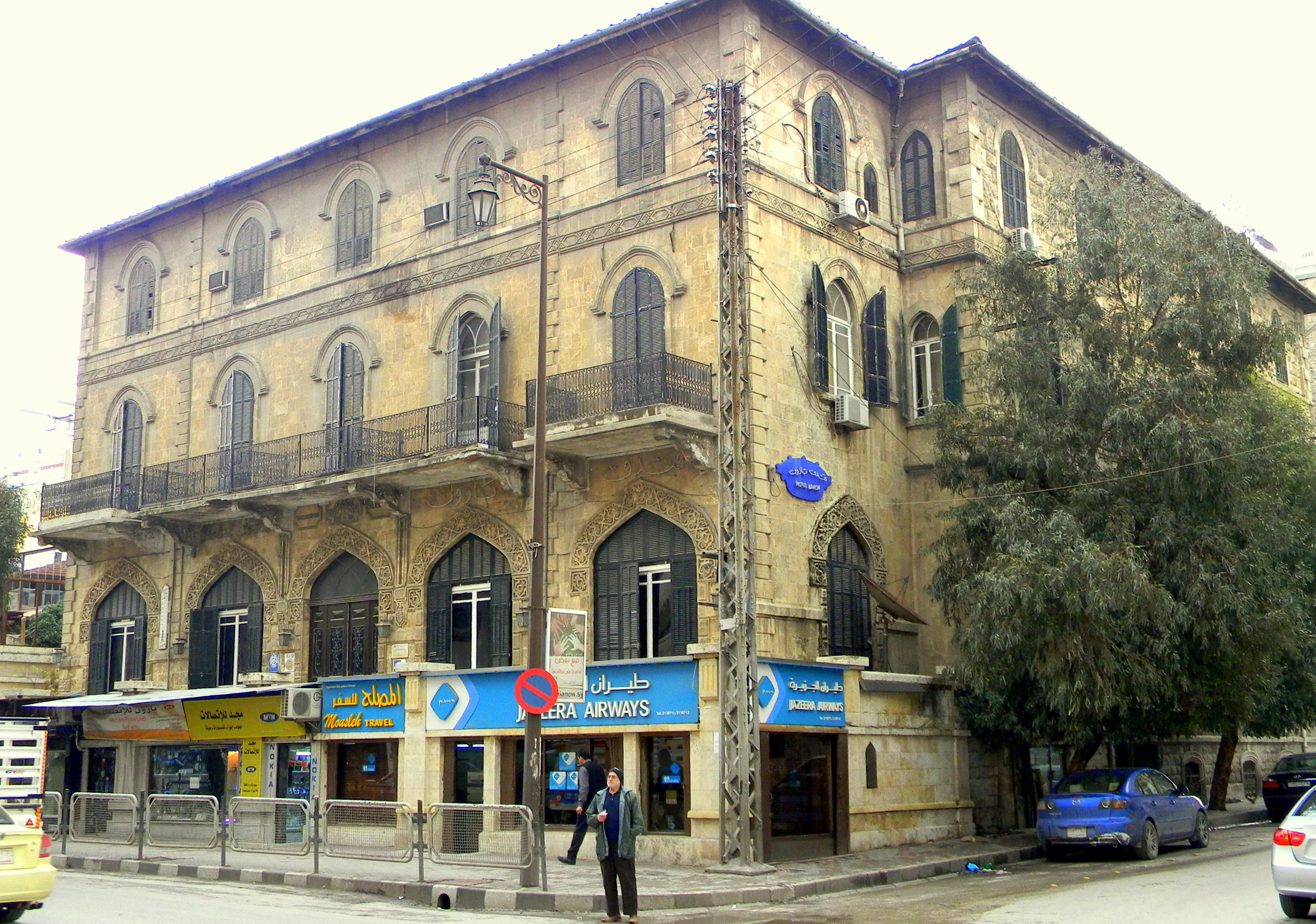
فندق بارون

الفندق  (الجمع: فنادق) أو النُزُل  (الجمع: أنزال) هو مسكن يسكن فيه الشخص لوقت قصير مقابل أجر، مؤثث مفروش وقد يكون مزوداً بأجهزة منزلية ووسائل راحة وترفيه؛ مع توفير خدمات الطعام والنظافة والصيانة وغيرها.

## قائمة فنادق سوريا
تحتوي هذه القائمة على أسماء فنادق في سوريا.
- فنادق خمس نجوم
  - فندق غولدن مزة
  - فندق شيراتون حلب
  - فندق الشام
  - فندق ايبلا الشام
  - فندق شيراتون دمشق

- فنادق أربع نجوم
  - فندق مدينة الياسمين

- فنادق ثلاث نجوم
  - فندق بارون
  - فندق برج الفردوس
  - فندق بلو تاور
  - فندق دمشق الدولي